# Deszcze niespokojne (antologia)
Deszcze niespokojne – tematyczna antologia polskiej fantastyki wydana w 2005 przez Fabrykę Słów.
Tematem przewodnim antologii jest II wojna światowa. Tytuł nawiązuje do Czterech pancernych i psa (konkretnie do Ballady o pancernych).
W antologii debiutowało m.in. opowiadanie Wilcza zamieć Jarosława Grzędowicza, które zdobyło następnie nagrodę Zajdla.

## Zawartość zbioru
(kolejność według kolejności w zbiorze)
- Jarosław Grzędowicz – Wilcza zamieć
- Eugeniusz Dębski – Odniemcy
- Tomasz Pacyński – Der Totenkopf
- Jerzy Roś – Olaf i buty Gintera
- Paweł Siedlar – Biurko z kaukaskiego orzecha
- Maja Lidia Kossakowska – Szkarłatna fala
- Mateusz Spychała – Lazaret
- Szczepan Twardoch – Stille Nacht
- Rafał Chojnacki – Kołyska
- Marcin Wroński – Mons 44
- Szymon Kazimierski – SONDERFÜHRER
- Andrzej Pilipiuk – Kontyngent

## Odbiór i analiza

### O antologii
Dla fanzinu Esensja antologię już w 2005 r. zrecenzował Konrad Wągrowski, oceniając ją jako nierówną i, w podsumowaniu, „średnią”. Wiele tekstów uznał za słabych, krytykując proces selekcji w wydawnictwie, sugerując, że takiego procesu mogło po prostu nie być, i przyjęto do druku kilka utworów o bardzo niskim poziomie. Skrytykował tytuł i okładkę, nawiązującą do Czterech Pancernych..., podczas gdy w zbiorze nie ma prostych opowiadań przygodowych w stylu tej powieści (co akurat uznał za jego zaletę). Wągrowski zwrócił też uwagę, że 7 z 12 tekstów napisanych jest z niemieckiego punktu widzenia, co uznał za przejaw zainteresowania polskich autorów fantastyki „mistycyzmem wiążący się z ideologią nazistowską”. Recenzent ocenił każdy tekst w skali 0–100%.
Antologię zrecenzował Maciej Parowski w styczniowym numerze „Nowej Fantastyki”. Pochwalił książkę jako zawierającą w większości dobre utwory, a merytorycznie, za odejście od propagandy ery PRL-u (mimo nawiązanie do niej przez tytuł). Zwrócił uwagę, że wiele opowiadań z tomu zahacza o literaturę grozy (opowiadania zahaczające o makabrę uznał za najsłabsze w zbiorze); natomiast nie ma tu ani jednego opowiadania z gatunku historii alternatywnej.
W „Czasie Fantastyki” antologię zrecenzowała Agnieszka Dębska. Pomysł na tematyczną antologię fantastyki osadzoną w realiach II wojny światowej uznała za „genialny” (i rzadki, aczkolwiek zwróciła uwagę na wydaną w 2003 r. podobną tematycznie Antologię komiksu polskiego – Wrzesień), ale samo wykonanie w formie wydanej antologii za nieudane. Podobnie jak Wągrowski zwróciła uwagę na to, że większość bohaterów opowiadań w antologii to Niemcy, a nie, jak można by oczekiwać, Polacy. Za wspólne motywy wielu utworów uznała motyw opętania, brak bohaterstwa i podobne do siebie charakteryzacje postaci Niemców, Polaków, i Rosjan. Niemcy są pokazani zaskakująco sympatycznie, jako postacie z ludzkimi cechami, które w przegranej wojnie także ponoszą osobistą klęskę; Polacy (głównie wieśniacy) starają się na wojnie zyskać kosztem okupantów; a Rosjanie „jako zwycięzcy biorą wszystko”. Inne przewijające się w opowiadanych motywy, według Dębskiej, to m.in. wojna jako zło; odpowiedzialność ludzi zło, i pamięć o wojnie. Recenzentka także wyraziła zdziwienie całkowitym brakiem motywu historii alternatywnej w antologii.
Dla czasopisma „Arte” antologię zrecenzował Rafał Śliwiak. Za wspólne elementy większości opowiadań uznał pesymizm, i motywy bliższe gatunkom fantasy i horroru niż fantastyki naukowej, takie jak tematyka opętania, pojawiająca się w kilku utworach z antologii. Tematykę opętania powiązał z faktem, że współczesny, cywilizowany świat wydaje się odchodzić od praktyki wojen, które są uznawane za zachowanie prymitywnych szaleńców.
Dla czasopisma „Lampa” recenzję napisał Paweł Dunin-Wąsowicz. Antologię uznał za raczej słabą, zawierającą w większości utwory podobne i niezapadające w pamięć; skrytykował też, podobnie jak Wągrowski, tytuł i okładkę, które „nijak mają się do zawartości” tomu. Pisząc kilka lat później, w 2012, uznał publikację tej antologii za moment „przełomowy” w polskiej fantastyce, w kontekście popularyzacji tematyki II wojny światowej w utworach polskich autorów.
Dla portalu Rynek książki książkę zrecenzowała Joanna Kończak. Antologię oceniła jako wartościową, ale nierówną. Podobnie jak Parowski, wyraziła też zdziwienie, ze mimo tematyki fantastycznej, nie ma w nim ani jednego opowiadania z gatunku historii alternatywnej.

### O poszczególnych opowiadaniach

#### Grzędowicz – Wilcza zamieć
Opowiadanie Grzędowicza jest to opowieścią o niemieckiej łodzi podwodnej (U-boocie), która pod koniec II wojny światowej otrzymuje misje nawiązania kontaktu ze skandynawskim zaświatem.
Wągrowski uznał opowiadanie za najlepsze w zbiorze; pisząc o opowiadaniu, opisał je jako jedno „z najlepszych polskich opowiadań ostatnich lat” i mocnego kandydata do nagrody Zajdla (którą to nagrodę opowiadanie wkrótce potem zdobyło), a także „świetny pomysł na polski film fantastyczny”. Parowski zaliczył ten utwór do jednego z najlepszych w zbiorze; w opowiadaniu docenił „drobiazgowo odtworzoną codzienność U-Boota”. Podobnie Kończak zaliczyła utwór do najlepszych w zbiorze, pisząc o nim, że jest to „świetnie pomyślana historia... z dobrze stopniowanym napięciem i mocnym zakończeniem”. Dunin-Wąsowicz także uznał utwór za jeden z najlepszych, chwaląc autora za „świetnie oddanie warunków panującym na... okręcie podwodnym”.

#### Dębski – Odniemcy
Wągrowski utwór Dębskiego opisał jako „przyzwoity”, z motywem słowiańskiej magii użytej na wojnie, ale „do zapomnienia natychmiast po przeczytaniu” (50%). Parowski opisał to opowiadanie jako „co najmniej przyzwoite”. Dębska w opowiadaniu doceniła pointę, która zmienia jego strukturę, i literackie inspiracje (wskazując tu na Prawiek i inne czasy Tokarczuk).

#### Pacyński – Der Totenkopf
Bohaterem opowiadania jest hitlerowski antropolog, Otto Diehl, członek Ahnenerbe, nazistowskiej organizacji badającej m.in. zjawiska paranormalne, który w swoich badaniach na temat „gorszych ras” trafia na neandertalczyka.
Parowski zaliczył ten utwór do jednego z najlepszych w zbiorze; w opowiadaniu pochwalił „trochę przegadany [ale] świetny pomysł o antropologu z SS tropiącym spisek trwający 10,000 lat”. Wągrowski zaliczył opowiadanie Pacyńskiego do najlepszych w antologii, oceniając je na 70%; o opowiadaniu napisał, że jest to „kryminalna, tajemnicza intryga”, i utwór „niezły”, ale niezbyt mieszczący się w formie opowiadania i proszący się o rozbudowanie do powieści. Dunin-Wąsowicz uznał utwór za jeden z lepszych w zbiorze, z ciekawym dyskursem na temat nazistowskiej teorii rasy (w którym motywem aryjczyków i semitów jest rozbudowany o motyw walki homo sapiens z neandertalczykami). Równocześnie zauważył, że pomysł ten nie jest jednak oryginalny, i został już wcześniej poruszony przez innych autorów. Dębska zauważyła, że jest to jedyne opowiadanie w zbiorze, które w sposób znaczący porusza tematykę polskiej partyzantki i konspiracji, opowiadanie uznała też za najpoważniejsze w zbiorze.

#### Roś – Olaf i buty Gintera
Wągrowski utwór uznał za raczej nieudany, oceniając go na 30% i krytykując utwór za brak elementów fantastycznych, w efekcie będące „banalną opowiastką okupacyjną”, tematycznie niezbyt pasującą do zbioru opowiadań fantastycznych.
Odmiennie, Dębska utwór oceniła pozytywnie, pisząc, że jego styl i język („oszczędność środków”) w efekcie daje tekst „bardziej poruszający i przerażający niż wszystkie horrory [z antologii] razem wzięte”. W opowiadaniu dostrzegła tematykę niemożności zrozumienia wojennych doświadczeń przez ludzi, którzy nie mają podobnych osobistych doświadczeń.

#### Siedlar – Biurko z kaukaskiego orzecha
Bohaterem opowiadania jest Polak, który w młodości spędził dużo czasu w powojennym już Kazimierzu. Po latach na emigracji w USA wrócił do Krakowa, gdzie zajmuje się handlem antykami, w ten sposób poznając tez historię Żydów z tej dzielnicy.
Parowski zaliczył ten utwór do jednego z najlepszych w zbiorze; w opowiadaniu docenił „zręczną konfrontację rzeczywistości PRL, współczesnego USA i czasów Holokaustu”. Wągrowski ocenił opowiadanie jako nieco powyżej przeciętnej (60%), pisząc, że jest to „dojrzała, nietypowa opowieść o duchach”, i opowiadanie wartościowe, z ciekawą pointą, aczkolwiek z wolno toczącą się akcją i w efekcie tego nieco dłużące się („rozciągnięte ponad miarę”). Kończak zaliczyła utwór Siedlara do najlepszych w zbiorze, chwaląc go jako jedyny, którego akcja dzieje się współcześnie. Śliwiak uznał opowiadanie za najlepsze w zbiorze, zwracając też uwagę na fantastyczny motyw nawiedzenia przez żydowskiego ducha (dybuka) Dębska także oceniła utwór pozytywnie, jako skłaniające do myślenia nad trudną tematyką żydowską.

#### Kossakowska – Szkarłatna fala
Fabuła opowiadania rozgrywa się w realiach wojny na Pacyfiku. Amerykański rozbitek zostaję opętany, stając się demonem (obake) mordującym japońskich żołnierzy.
Wągrowski utwór nazwał „sprawnie napisanym, klasycznym horrorem”, z motywem „żołnierzy rzuconych w obcy im kulturowo świat”; oceniając go na 60%. Kończak zaliczyła utwór do najlepszych w zbiorze, pisząc o nim, że jest to utwór „bardzo dobry... brutalny, mroczny... [i] sugestywny”.

#### Spychała – Lazaret
Wągrowski uznał utwór Spychały za jeden ze słabszych w zbiorze, oceniając go na 30% i opisując jako „przeciętną horrorową opowiastkę”, wykorzystującą, według recenzenta bezzasadnie, poważny temat Zagłady. Podobnie opowiadanie skrytykowała Dębska, pisząc, że jest to „banalna” opowieść o duchach, która tematykę Zagłady traktuję w sposób pobieżny i instrumentalny; zestawiając je z o wiele lepszym wykorzystaniem tego tematu w antologii (w opowiadaniu Siedlara). Zwróciła też uwagę, że opowiadanie wydaje się być inspirowane opowiadaniem Jacka Dukaja „Zanim noc”, będąc równocześnie od niego o wiele słabszym.

#### Twardoch – Stille Nacht
Opowiadanie porusza problem Polaków służących w Wehrmachcie.
Parowski opisał to opowiadanie jako „co najmniej przyzwoite” Wągrowski zaliczył je do najlepszych w antologii, oceniając je na 70%; napisał o nim, że jest ono „nastrojowe, mądre... wzruszające... z dojrzale wplecioną religijną interpretacją”, a także, nawiązując do współczesnych tematów w polskich mediach, na czasie. Dębska także pozytywnie oceniła poruszaną tu tematykę służby Polaków w niemieckim wojsku, jako przestawioną w sposób „przekonywujący”. Kończak zaliczyła utwór Twardocha do najlepszych w zbiorze, pisząc o nim, że jest on „nastrojowy”.

#### Chojnacki – Kołyska
Fabułą opowiadania jest nawiedzenie poniemieckiego domu, do którego wprowadzają się Polacy.
Wągrowski uznał utwór Chojnackiego za najsłabszy tekst z antologii, oceniając je na 20% („Nie straszy, nie przekazuje jakichś prawd, nie wzrusza, wygląda jak fragment wyrwany z większej całości, wcale do lektury takiej całości nie zachęcając”). Dębska oceniła opowiadanie krytycznie, jako napisane nieudolnie, aczkolwiek poruszające, niestety pobieżnie, ciekawy temat wysiedlenia ludności niemieckiej.

#### Wroński – Mons 44
Fabuła opowiadania dotyczy eksperymentów nad bronią psychologiczną, przeprowadzanych przez Ahnenerbe.
Parowski opisał to opowiadanie jako „co najmniej przyzwoite” Wągrowski ocenił opowiadanie jako nieco powyżej przeciętnej (60%), oceniając je jako ciekawą i raczej udaną humoreskę, z udaną puentą, konfrontującą hitlerowski mistycyzm z komunistycznym materializmem. Kończak zaliczyła utwór Wrońskiego do najlepszych w zbiorze, pisząc o nim, że jest on „ciekawy”.

#### Kazimierski – SONDERFÜHRER
Fabuła opowiadania dotyczy hitlerowskich eksperymentów z teleportacją, przeprowadzanych w Prusach Wschodnich.
Parowski zaliczył ten utwór do jednego z najlepszych w zbiorze; w opowiadaniu za ciekaw i udane uznał nawiązanie do Eksperymentu Filadelfia w kontekście polskim (akcja dzieje się w okolicach Gołdapi). Wągrowski ocenił utwór Kazimierskiego jako przeciętny (50%), uznając go za ciekawie skonstruowany i wykonany, ale z rozczarowującym zakończeniem. Dunin-Wąsowicz uznał utwór za jeden z lepszych w zbiorze, z ciekawym motywem teleportacji wojsk.

#### Pilipiuk – Kontyngent
Utwór jest drugą humoreską w zbiorze, ze sztandarowym bohaterem Pilipiuka – Jakubem Wędrowyczem.
Wągrowski opowiadanie Pilipuka uznał za bardzo nieudane, z niesmacznym porównaniem Unii Europejskiej do okupacji hitlerowskiej, oceniając je na 20%. Dunin-Wąsowicz uznał utwór za „kompletnie rozczarowujący” i „byle jaki”. Dębska opowiadanie uznała za satyrę, skłaniającą do myślenia o żywotności do dziś trwających stereotypów ukształtowanych w czasie wojny.